# Sabiny

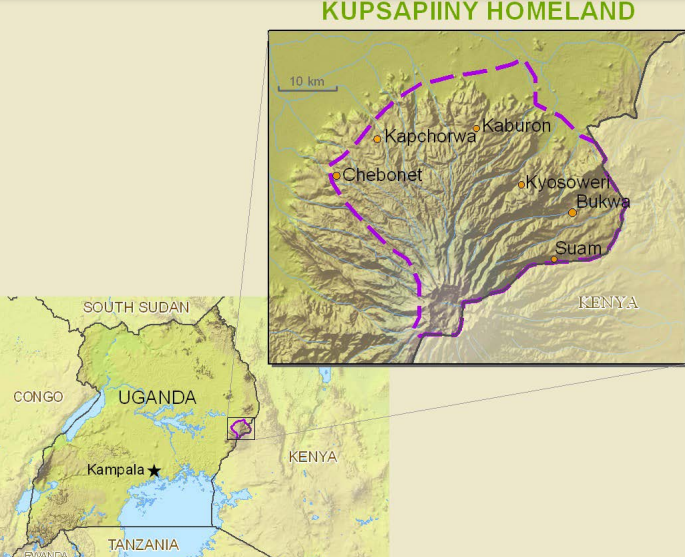
Siedlungsgebiet des Sabiny/Sebei-Volkes mit Kupsapiiny-Sprache am Mount Elgon

Die Sabiny, auch Sapin, Sabyni, Sapei, oder Sebei genannt, sind eine Niloten-Gruppe, die zu den Kalenjin und den Sabaot eingeordnet wird. Die Sabiny leben auf der ugandischen Seite des Mount Elgon, insbesondere in den Distrikten Kapchorwa (früher Sebei), Kween und Bukwa im Osten von Uganda an der Grenze zu Kenia. Sie bewohnen die nördlichen und die nordwestlichen Hänge des Mount Elgon und die Ebenen darunter. Ihre demographische Zahl wird uneinheitlich geschätzt. Sie sprechen Kupsabiny (auch Kupsapiiny genannt), einen Kalenjin-Dialekt. Die Sabiny sind traditionell Viehzüchter, die Rinder, Ziegen und Schafe halten, aber diese Tätigkeit ist heutzutage stark eingeschränkt, da es nicht viel Land gibt, auf dem große Tierbestände gehalten werden können oder dürfen. Ein weiteres Problem, das die Viehzucht behindert, sind Viehdiebstähle durch benachbarte Ethnien im Nordosten, insbesondere die Karamojong und die Pokot.

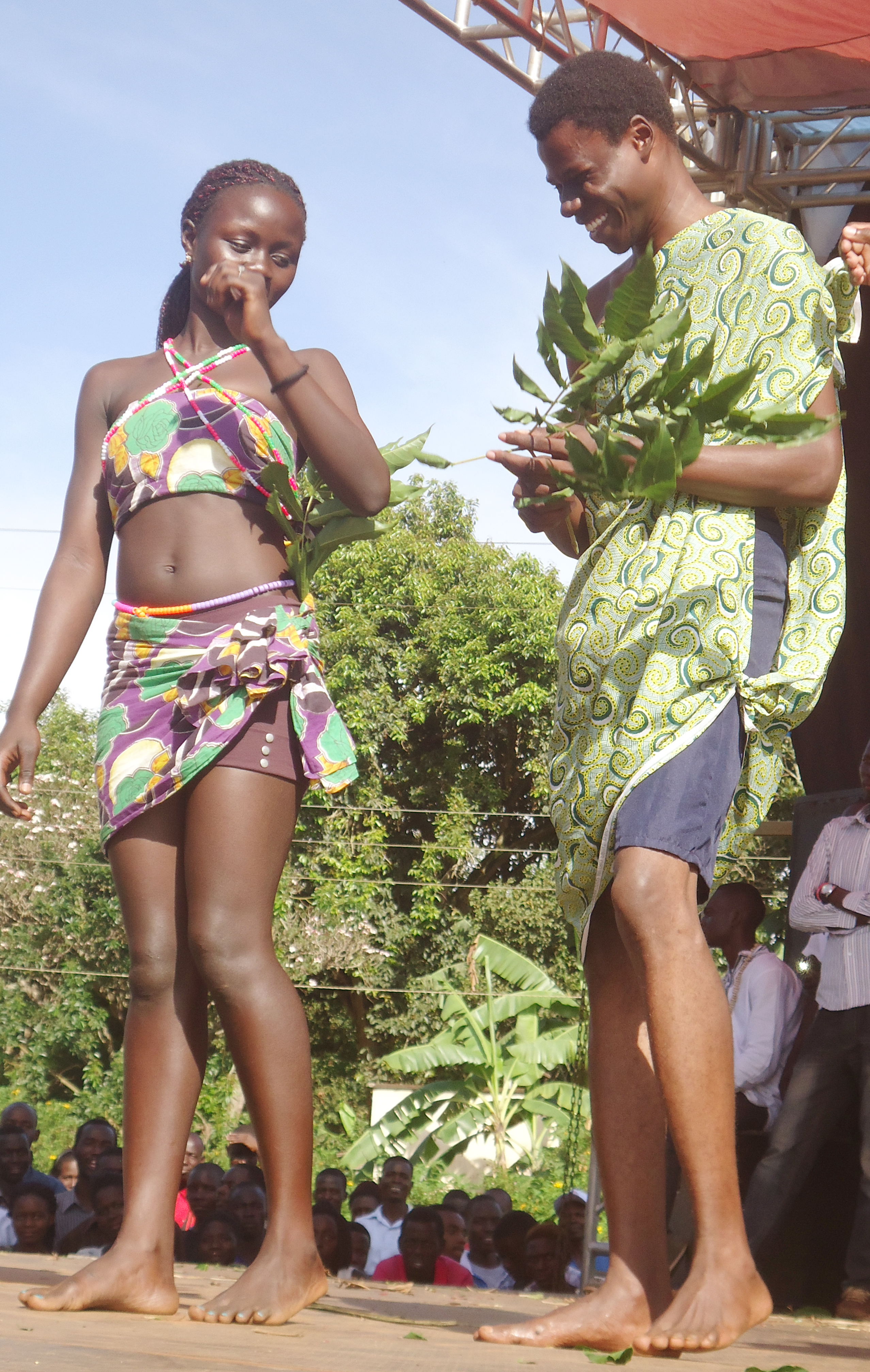
Junges Paar bei einer Aufführung, 2011

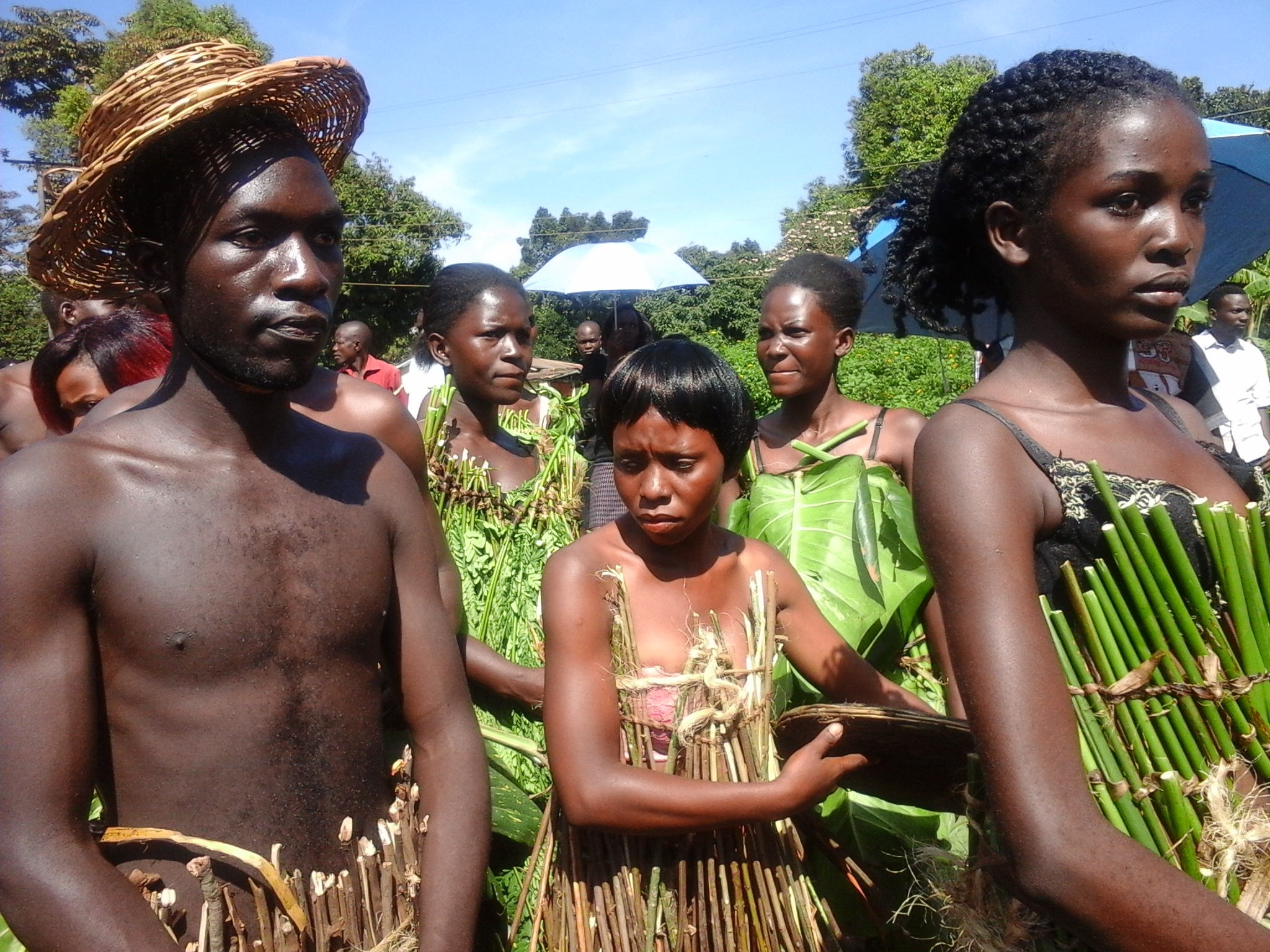
Sabiny bzw. Sebei, 2015

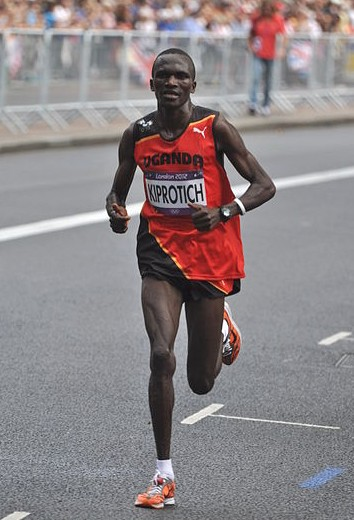
Stephen Kiprotich, 2012, Langstreckenläufer und Olympiasieger im Marathonlauf, geboren in Cheptiyal, Distrikt Kapchorwa

## Geographie
Der Distrikt Kapchorchwa ist bergig bei Höhen von etwa 1500 bis 2200 m. Er ist zudem relativ regenreich (900–1600 mm/Jahr) und wird von mehreren Flüssen durchflossen, die im Mount-Elgon-Massiv entspringen. Hier liegt auch der Mount-Elgon-Nationalpark. Etwa drei Viertel der Sabiny leben in einem Berghang-Gebiet, das ursprünglich durch dichte Wälder und schnell fließende Flüsse gekennzeichnet war, darunter der Sipi-Fluss mit seinen drei Wasserfällen.

## Demographie
Die Schätzungen über die Anzahl der Sabiny schwanken zwischen stark zwischen 10.000, 25.000 bis 35.000,
110.000, bis 156.000 bis hin zu 5.632.794.
In einer Seminararbeit vom Mai 2004 eines Jurastudenten der Santa Clara University heißt es: „Die Bevölkerungsstatistiken sind ein wenig verwirrend. Eine Quelle aus dem Jahr 1971 gibt 35.000 Sebei an, eine andere Quelle aus dem Jahr 1994 nennt 120.000. Letztere Zahl wird mit 0,6 % der ugandischen Bevölkerung angegeben. Unabhängig davon machen die Sebei nur einen geringen Prozentsatz der ugandischen Bevölkerung aus.“ 2014 wird eine Zahl von 230.000 Sabiny angegeben. Für das Jahr 2003 gibt Kisitu Gyaviira (2015) andererseits 5.632.794 Sabiny an.

## Verwandte ethnische Gruppen

### Kalenjin
Die Sabiny sind Teil einer größeren ethnischen Gruppe beziehungsweise Sprachgruppe, die fast 4 Millionen Menschen umfasst und als Kalenjin bekannt ist, ein Begriff, der „Ich sage euch“ bedeutet. Dieser Begriff fasst unter anderem die Kipsigis, Nandi, Marakwet, Tuken, Pokot und Saboat zusammen.

### Sabaot
Die Sabiny bilden zusammen mit einer Reihe kleinerer Ethnien, die an den östlichen Hängen des Mount Elgon leben, die Sabaot, ein Volk, das den gemeinsamen Gruß „supai“ verwendet. Zu den Saboat gehören außer den Sabiny die Bok, die
Kony, auch Elgonyi genannt (die dem Mount Elgon seinen Namen gaben), und die Bongom.

### Sapiñ, Mbai und Sor
Die Sabiny selber sind Nachkommen aus drei zuvor unabhängigen ethnischen Gruppen: Sapiñ, Mbai und Sor.

### Benet
Die Benet, auch als Ndorobo bekannt, sind eine ethnische Minderheit, die mit den Sabiny verwandt ist. Ugandische Behörden stufen sie offiziell als Untergruppe der Sabiny ein, während Amnesty International sie als eigenständige indigene ethnische Minderheit darstellt.

## Lebensweise

### Traditionelle Sozialstruktur

#### Clan, Sippe und Altersgruppe
Jeder Sebai gehört zu einem Clan. Dieser Clan ist eine patrilineare, streng exogame, benannte soziale Einheit. Diese Zugehörigkeit ist die wichtigste Zugehörigkeit im Leben eines Mannes; sie ist das Erste, was ein Mensch dieser Ethnie über einen Fremden wissen will. Bei den Sabiny/Sebei gibt es etwa zweihundert verschiedene Clans. Jeder Clan setzt sich aus den Nachkommen eines einzigen Gründers zusammen.

### Landwirtschaftliche Aktivitäten
Ein Großteil der landwirtschaftlichen Aktivitäten findet an Steilhängen statt, wo die Böden recht fruchtbar sind. Zu den wichtigsten Nahrungsmitteln, die hier angebaut werden, gehören Mais, Kartoffeln, Bohnen und Kochbananen. Auch wird Arabica-Kaffee genutzt.
Die Ebenen sind traditionell Viehweidegebiete. Sie grenzen an die Karamoja-Distrikte und den Distrikt Amudat, in dem die Pokot ansässig sind.

## Brauchtum

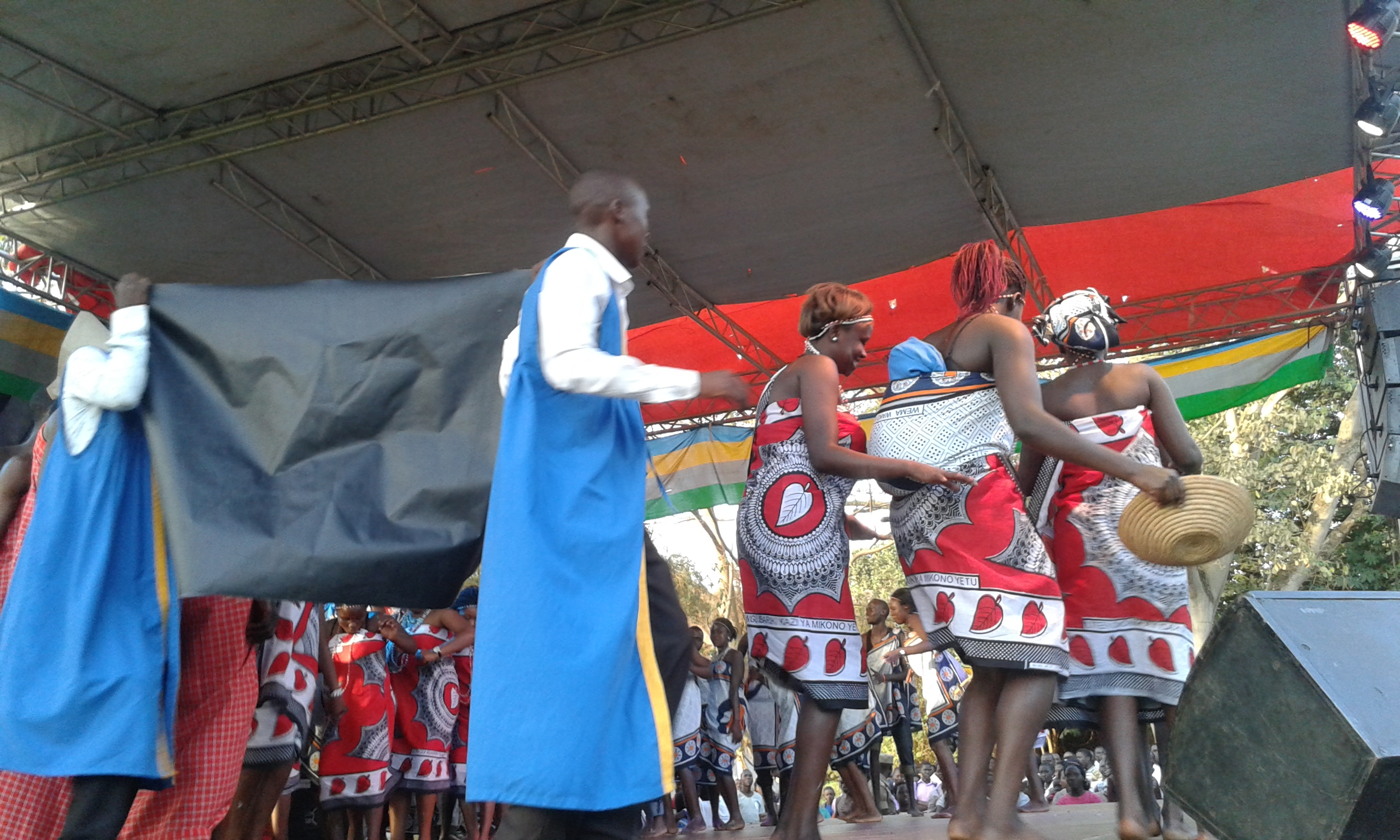
Kultureller Tanz und Musikpräsentation, 2014

### Beschneidung von Jungen und Klitoridektomie von Mädchen

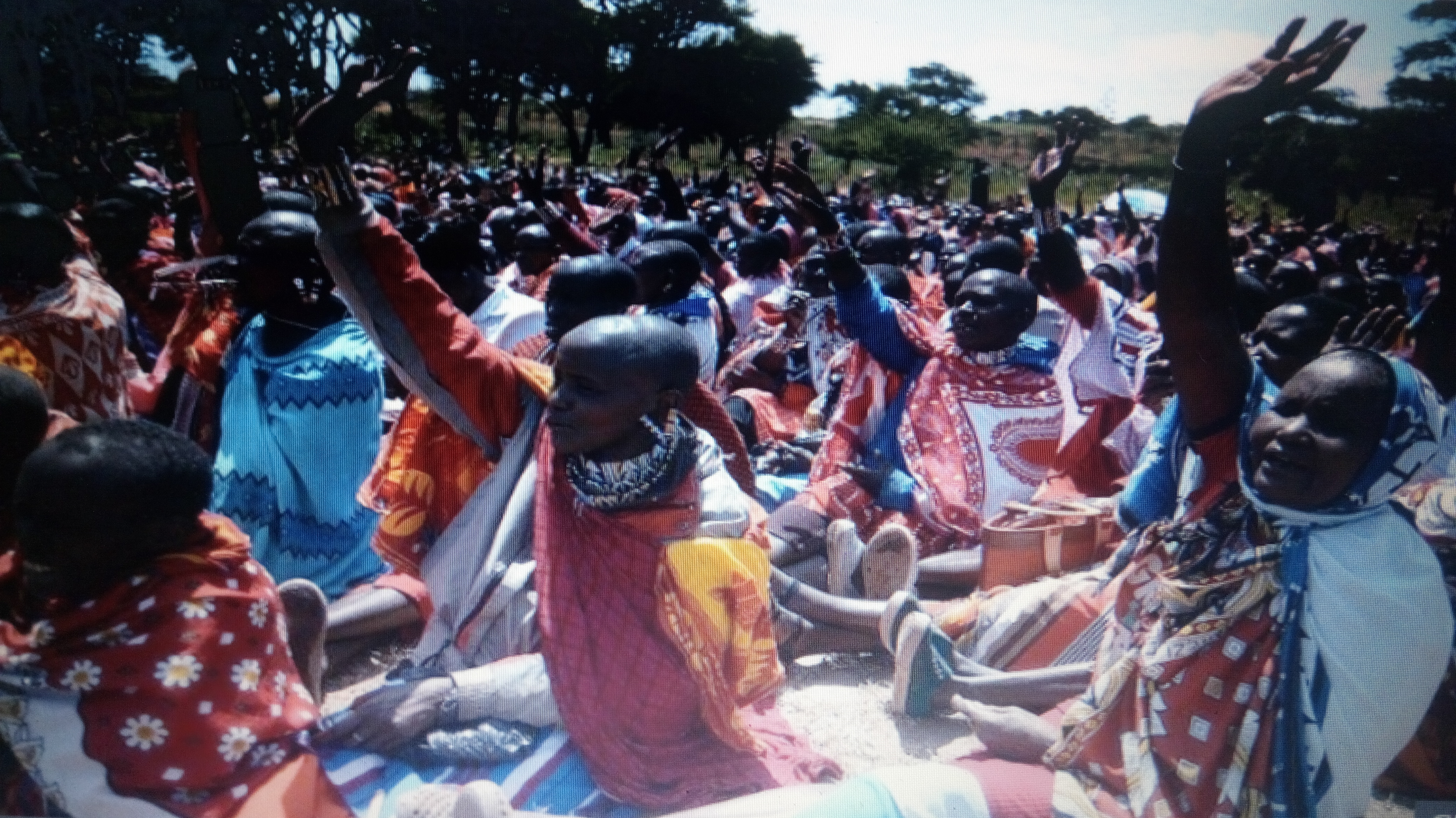
Sabiny/Sebei und Masaai im Gespräch über die kulturelle Praxis der Genitalverstümmelung, 2021

Wie die übrigen Kalenjin beschneiden auch die Sabiny Jungen und Mädchen im Teenageralter als Initiationsritus. Der zeremonielle Zyklus kann ein bis sechs Monate in Anspruch nehmen. Jungen werden im Allgemeinen im Alter von achtzehn bis zwanzig Jahren initiiert, Mädchen ein paar Jahre früher. Bei ihnen wurden die gesamten inneren Schamlippen abgetrennt. Aktivisten gegen die Weibliche Genitalverstümmelung (FGC bzw. FGM) haben versucht, diese Praxis bei den Sabiny im Bezirk Kapchorwa bis zum Jahr 2006 abzuschaffen. Es gab allerdings Schwierigkeiten, dieses Ziel zu erreichen. Letztlich werden Sabiny-Frauen dann bei ihrer Heirat zwangsbeschnitten. Die Beschneidung wurde 2010 in Uganda offiziell verboten. Bei einer repräsentative Stichprobe von Haushalten und Frauen im Alter von 15 bis 49 Jahren in sechs Distrikten im Osten Ugandas (Kapchorwa, Bukwo und Kween in Sebei, sowie Nakapiripirit, Moroto und Amudat in Karamoja) ergab eine durchschnittliche Prävalenzrate weiblicher Genitalverstümmelung im Jahr 2016 von 26,6 %. Sie lag somit deutlich höher als der nationale Durchschnitt für den gleichen Zeitraum (0,32 %). Im Jahr 2014 wurde berichtet, dass sich die Älteren gegen die Genitalverstümmelung aussprachen. Im Jahr 2015 wurde berichtet, dass sie in der Unterregion Sebei und in Teilen von Karamoja weiterhin praktiziert werde. Viele Anti-FGM-Kampagnen von Nichtregierungsorganisationen seien in dem Bemühen, eine jahrhundertealte Tradition zu bewahren, ignoriert worden.

#### Beschreibung einer Beschneidung im Jahr 2019 an einer 26-Jährigen
Catherine Byaruhanga beschrieb 2019 in der BBC, wie sich Sylvia Yeko in demselben Jahr im Alter von 26 Jahren für die seinerzeit seit neun Jahren verbotene weibliche Genitalverstümmelung (FGM) entschied, die früher an Mädchen im Teenageralter durchgeführt wurde: „Ihre Beschneidungszeremonie fand in der Öffentlichkeit statt - sie zeigte uns ein Video, das an diesem Tag aufgenommen wurde. Es zeigt eine aufgeregte, jubelnde Menge, die Frau Yeko und eine andere Frau umringt, deren Gesichter mit weißlich-braunem Mehl beschmiert sind. Sie liegen mit geöffneten Beinen auf nacktem Gras, als eine ältere Frau nacheinander auf sie zugeht und ihnen die Klitoris abschneidet. Keiner von ihnen schreit, denn das wäre ein Zeichen von Schwäche und würde das zunichte machen, was in dieser Gemeinschaft im Osten Ugandas als Übergangsritus gilt, bevor eine Frau heiraten kann. 'An diesem Tag war ich so stolz, ich war so aufgeregt', erzählt Frau Yeko der BBC, während sie sich die Aufnahmen ansieht. 'Bevor ich beschnitten wurde, wurde ich wie jedes andere Kind behandelt, aber jetzt bin ich jemand, der respektiert wird [...] Der Vater von Frau Yeko, Arapkwures Chemegich, der FGM nicht befürwortet, sagt jedoch, dass ein hartes Verbot nicht funktionieren wird und Widerstand hervorgerufen hat. Er muss es wissen, denn er hat versucht, seine Tochter von ihrer Beschneidung abzuhalten. 'Als wir sie aufhalten wollten, hat sie sich gewehrt und die Tür zerbrochen', sagt er und zeigt mir zwei Türen in der Familienhütte, die aus den Angeln gehoben wurden. 'Ich denke, FGM sollte gestoppt werden, aber die Methode? Sie hätten nicht mit Gewalt kommen dürfen.'“ Sylvia Yeko wisse, dass ihr wegen ihrer Beschneidung bis zu fünf Jahre Gefängnis drohten, aber sie bestehe darauf, identifiziert zu werden, so die Verfasserin. Diejenigen, die ihre Genitalien beschnitten haben, könnten für 10 Jahre ins Gefängnis kommen.
Seit Dezember hätten laut Catherine Byaruhanga mehrere dieser öffentlichen Beschneidungszeremonien in der Region Sebei im Osten Ugandas stattgefunden – die meisten davon im Bezirk Kween, der an Kenia grenzt. Drei Personen seien kürzlich wegen FGM verurteilt worden, darunter ein 15-jähriges Mädchen und eine Frau. Neunzehn weitere Personen seien inhaftiert und warten auf ihren Prozess, so Catherine Byaruhanga.

## Geschichte der Sabiny

### Nachkommen dreier ehemals unabhängiger ethnischer Gruppen
Die heutigen Sabiny oder auch Sebei bestehen aus den Nachkommen dreier ehemals unabhängiger, aber eng miteinander verbundenen ethnischen Gruppen: den Sapiñ, den Mbai und den Sor.

### Etymologie
Etymologisch gesehen sind die Eigenbezeichnungen Sebei, Sabiny usw. eine Verballhornung von Sapiñ, dem Namen eines der Stämme.

### Einschränkung ihres Territoriums
Ihr Territorium wurde durch die Ziehung der Grenze zwischen Kenia und Uganda eingeschränkt, denn die Sapiñ erstreckten sich früher auf der Ostseite des Mount Elgon-Gebirges bis ins moderne Kenia und dort auch auf das Uasin-Gishu-Plateau.

### Sprachliche und kulturelle Verwandtschaft
Die Sebei sind sprachlich und kulturell eng mit den Völkern an den Südhängen des Mount Elgon verbunden. Umstände moderner Politik haben diese engen Bindungen weitgehend aufgelöst. Dennoch blieb ein hohes Maß an Mischehen und Wanderungen zwischen den Gebieten sowie eine gewisse psychologische Identität bestehen. Letztere wurde von modernen politischen Führern verstärkt, die die Sabaot-Union als politisches Mittel einsetzten.
Die Sabaot-Union umfasst die drei Sabiny/Sebei-Stämme in Uganda und ihre Schwesterstämme auf der kenianischen Seite der Grenze: die Bok, Kony und Bonom.

### Gebietsverluste durch unkontrollierte Verbreitung von Schusswaffen
Die chaotische politische Atmosphäre, die Uganda in den 1970er und 1980er Jahren erlebte, führte zur Verbreitung von Schusswaffen in Uganda, die in die Hände von Viehdieben fielen. Das zuvor herrschende Machtgleichgewicht kippte zugunsten der Viehdiebe, was dazu führte, dass viele Sabiny aus ihrer Heimat vertrieben wurden und ihr Vieh verloren. Die derzeitige Regierung Ugandas hat sich verpflichtet, die Viehdiebe zu entwaffnen und den Frieden in dem Gebiet wiederherzustellen. Vor allem die Karamojong erwarben zwischen 1970 und 1980 während des Bürgerkriegs Waffen von verärgerten Soldaten, was ihnen half, ihre Stärke zu erhöhen und die Oberhand über ihre Nachbarn zu gewinnen, die sie rücksichtslos angriffen: Sie töteten, plünderten, raubten Vieh und zerstörten Ernten und Eigentum.

## Konflikte mit Karamojong und Pokot
Laut dem Refugee Review Tribunal Australia von 2021 gibt es seit geraumer Zeit erhebliche Konflikte zwischen den drei Gruppen Sabiny, Karamojong und Pokot auf beiden Seiten der Grenze zwischen Uganda und Kenia. Die Art des Konflikts besteht in Überfällen und Viehdiebstahl sowie Diebstahl anderen Eigentums sowie die Tötung derjenigen, die sich widersetzen. Die Konflikte haben sich durch die zunehmende Verfügbarkeit von Waffen in der Region sowie durch Umweltfaktoren wie die Dürre verschärft. Die Karamojong wurden am häufigsten als Angreifer und die Sebei als Opfer bezeichnet, obwohl die Sebei auch des Plünderns, Tötens und Waffenhandels beschuldigt werden. Die ugandische Regierung versuchte, die Karamojong und andere Gruppen zu entwaffnen, und war in den letzten Jahren in blutige Auseinandersetzungen mit den Karamojong verwickelt.

## Grenzkonflikte zwischen den Sabiny und den Bagisu
Grenzkonflikte zwischen den Sabiny und den Bagisu sind so alt wie Uganda. Bis 1962 war Kapchorwa ein Teil von Bugisu. Dann wurde es in Sebei County umbenannt. Als eine von den Bagisu beherrschte Minderheit fühlten sich die Sabiny politisch, kulturell und wirtschaftlich isoliert. Während der Rest Ugandas die Unabhängigkeit von den Briten anstrebte, forderten auch die Sabiny die Unabhängigkeit von den Bagisu. Um anerkannt zu werden, blockierten die Sabiny gelegentlich die einzige Straße, die in den bergigen Bezirk Sebei führte. Im Jahr 1961 weigerten sie sich, Steuern an den Bezirk Bugisu zu zahlen. Die Kolonialregierung stimmte zu, den Sabiny einen Distrikt zu gewähren, unter der Bedingung, dass sie nur das Gebiet übernehmen, das damals innerhalb der Grenzen des Bezirks Sebei lag. Die Sabiny empfanden die von der Zentralregierung festgelegten Bezirksgrenzen als restriktiv und inakzeptabel. In den 1960er Jahren kam es zu mehreren blutigen Scharmützeln zwischen den Sabiny und den Bagisu um das umstrittene Land, bei denen es auf beiden Seiten viele Tote gab. Diese Kämpfe wiederholten sich während des Sturzes von Idi Amin Dada 1979 und dann 1986, als Tito Okello Lutwa gestürzt wurde. Viele Bagisu und Sabiny verloren in diesem Stammeskrieg ihr Leben. Nach Ansicht der Sabiny gehört der größte Teil von Nord-Sironko, insbesondere Buginyanya, Sisiyi, Muyembe und Bunambutye, zu ihnen, während die Bagisa dies anders sehen.

## Konflikt für die Benet durch die Nationalparkbehörde

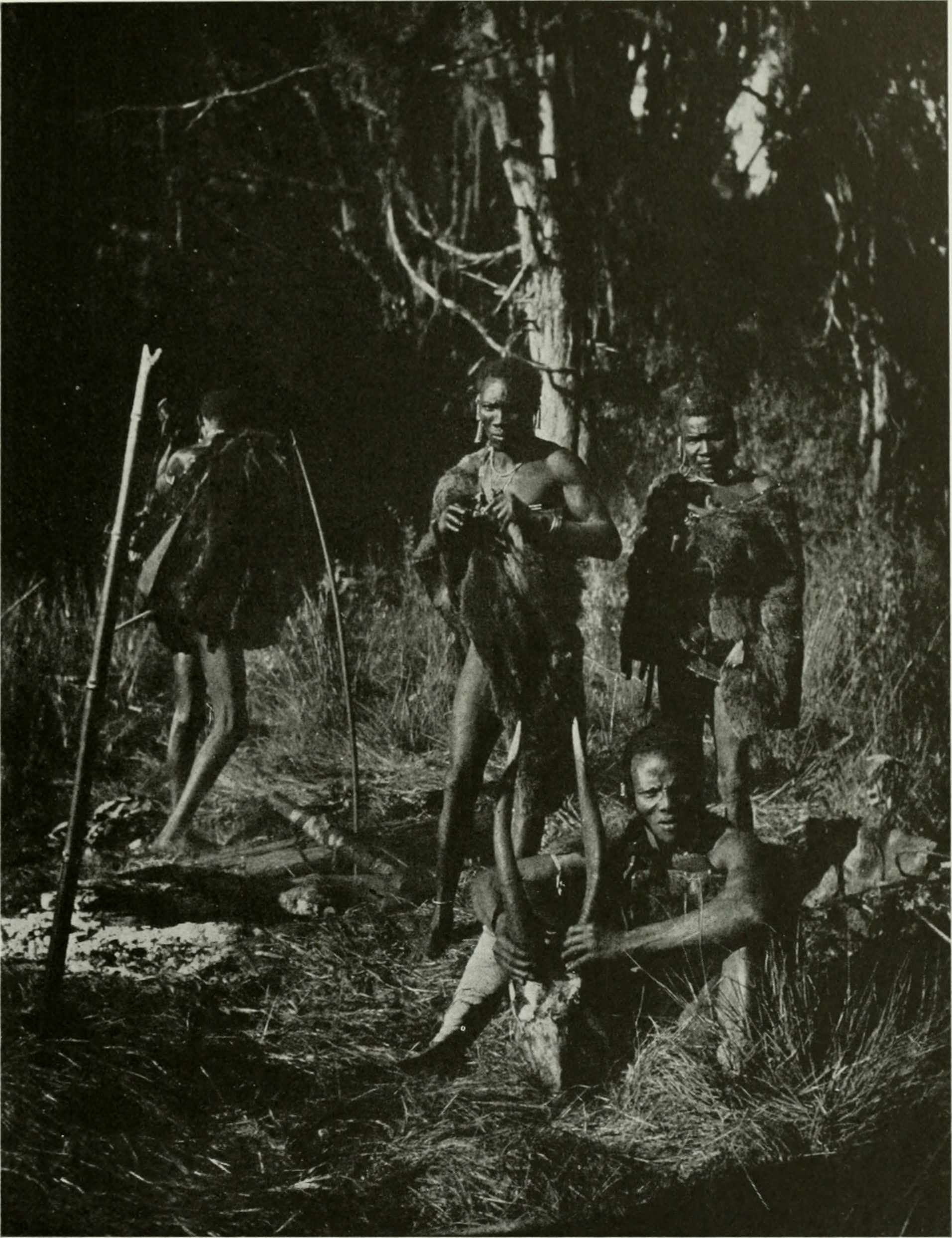
Benet beziehungsweise Ndorobo, nach Erlegen einer Bongo-Antilope (Boocercus eurucerux inaaei) nach fünf Tagen Jagd durch den fast undurchdringlichen Wald in Uasin Gishu, 1918

Die Benet oder Ndorobo sind historische und indigene Bewohner des Benet-Waldes am Mount Elgon in der Region Sebei (Bezirke Bukwo und Kween) im Osten Uganda, den die Regierung 1920 zum Waldreservat und 1993 zum Nationalpark erklärt hatte. Am 16. Februar 2008 vertrieben die ugandischen Behörden 178 indigene Benet-Familien gewaltsam aus dem Benet-Wald am Mount Elgon in der Region Sebei (Bezirke Bukwo und Kween) im Osten Ugandas und machten sie obdachlos. Über ein Jahrzehnt später, als Amnesty International den Mount Elgon besuchte, lebten die Mitglieder der indigenen Benet noch immer in provisorischen Umsiedlungslagern und litten unter den Folgen der erzwungenen Vertreibungen. Die Benet mussten laut Amnesty International Tötungen, unrechtmäßige Gewaltanwendung und Schusswaffengebrauch, einschließlich Erschießungen, Schläge, Folter und andere grausame, unmenschliche und erniedrigende Behandlung durch Uganda Wildlife Authority (UWA)-Beamte erleiden.
In offiziellen Dokumenten wie Personalausweisen stuft die ugandische Regierung die Benet als Untergruppe der Sabiny im Distrikt Kapchorwa und damit als Sabiny ein. Sie haben jedoch laut Amnesty International eine andere Kultur, einschließlich Waldtraditionen, und sprechen einen anderen Dialekt der gleichen Sprache. Daran sieht man, dass der Begriff Benet sehr umstritten ist und uneinheitlich verwendet wird. In verschiedenen Zusammenhängen wird er zum einen – vor allem von der ugandischen Regierung – für alle Sabiny aus dem Hochland verwendet, zum anderen für eine bestimmte Gruppe von Menschen, die aus dem Gebiet namens Benet oder Benet-Wald kamen, das jetzt im Nationalpark liegt, und in jüngerer Zeit für die Bewohner des Wiederansiedlungsgebiets Benet, zu dem auch die zuvor aus dem Flachland und nicht aus dem Benet-Wald vertriebenen Menschen dieser Ethnie gehören.

## Langstreckenläufer, Langstreckenläuferinnen und Hindernisläuferinnen

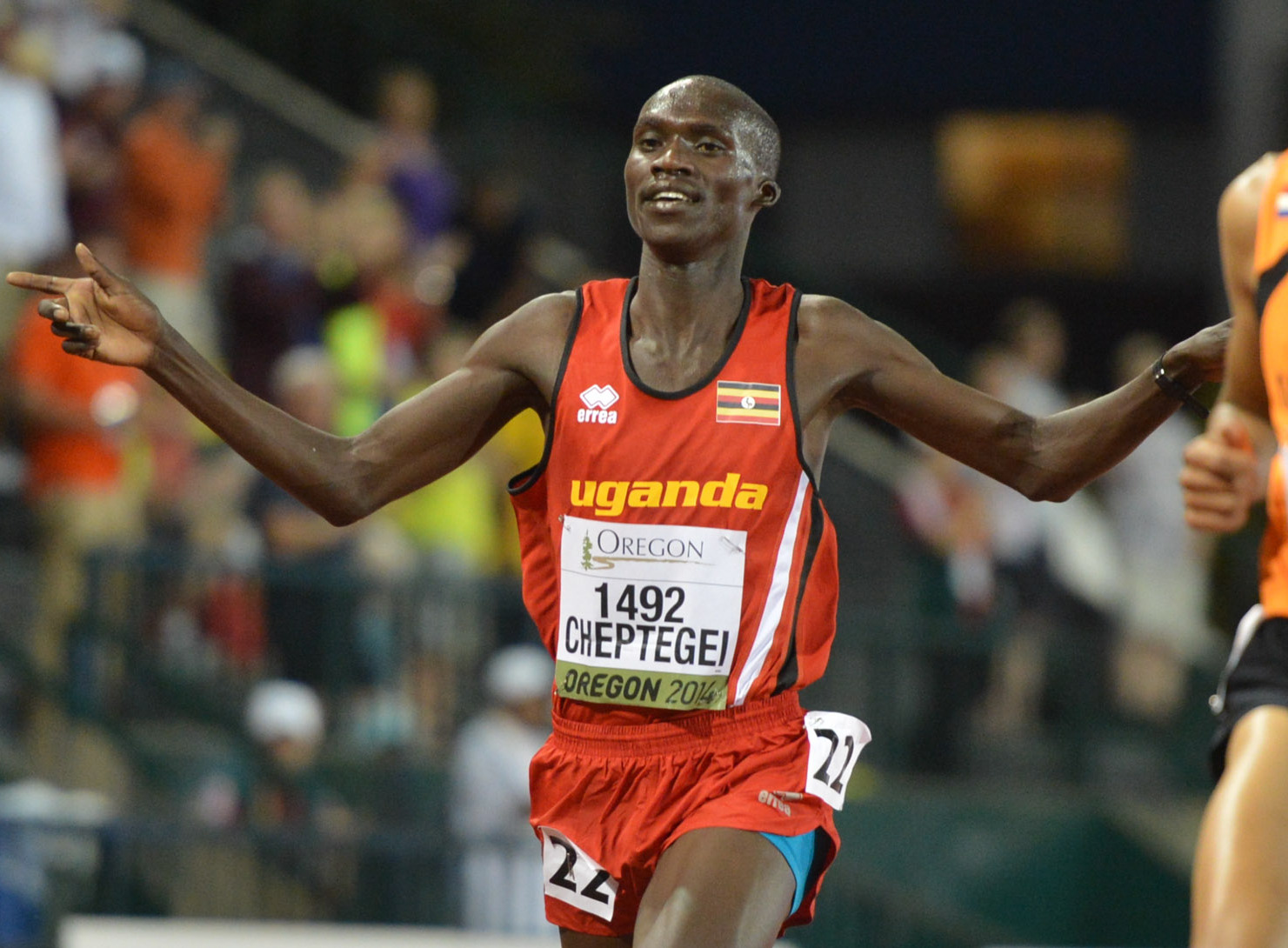
Joshua Cheptegei (2014)

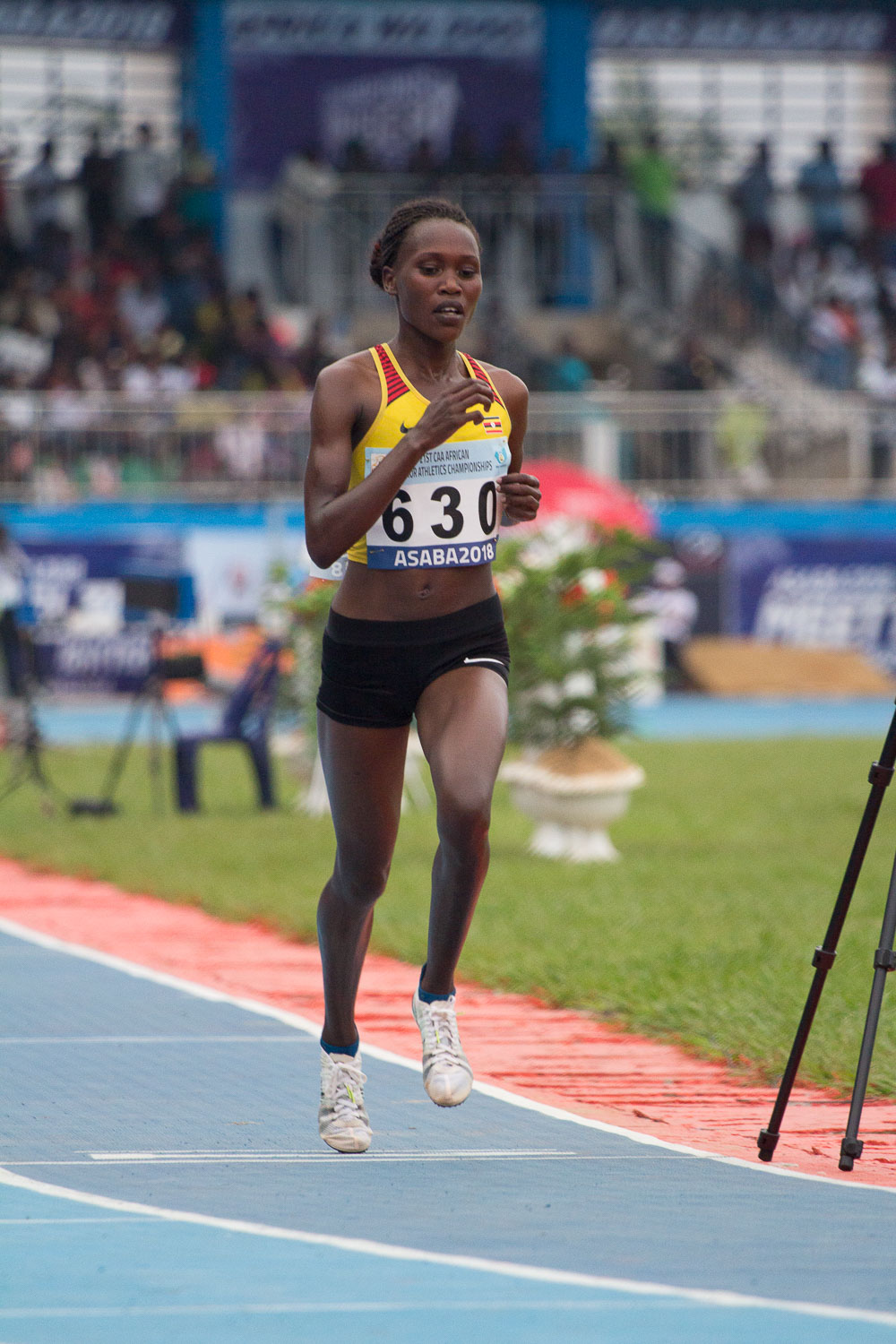
Stella Chesang bei den Afrikameisterschaften 2018 in Asaba

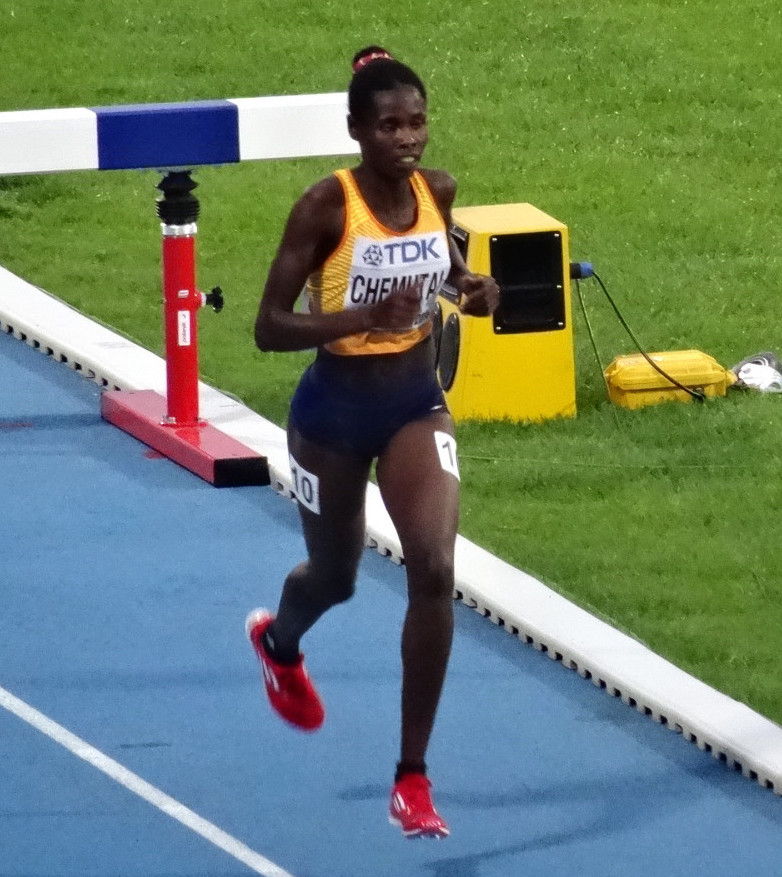
Peruth Chemutai

Auf ihren Hochebenen, die eine durchschnittliche Höhe von 1500 Metern erreichen, können die Sabiny von Geburt an wie Läufer aus anderen Ethnien der Kalendjin, die aus Kenia bekannt sind, die Vorteile des Höhentrainings nutzen. Auch die oft langen Schulwege der Kinder fördern das sportliche Potenzial. Sabiny-Läufer haben deshalb oft leistungsfähigere Lungen und sind mehr an die anaerobe Atmung gewöhnt als Läufer aus anderen Gegenden Ugandas. Aus diesem Grund wurde in Teryet, Kapchorwa – einem der höchstgelegenen bewohnbaren Orte in Sebei – das ugandische Höhentrainingszentrum errichtet. Studien haben gezeigt, dass die Beine eines Sabiny im Durchschnitt 400 g leichter sind als die seiner europäischen Konkurrenten, was beim Laufen eine Energieeinsparung von 8 % bedeutet. Zu den Grundnahrungsmitteln traditioneller Sabiny-Läufer im Gebiet gehören im Allgemeinen Ugali (Maismehl), grünes Blattgemüse, Milch, Bohnen und Eier.
Der berühmteste Sebei-Athlet der letzten Zeit ist Joshua Cheptegei. Er gewann bei den Weltmeisterschaften 2019 die Goldmedaille über 10.000 Meter, nachdem er schon an den Weltmeisterschaften 2017 die Silbermedaille über diese Distanz geholt hatte. Seit dem 14. August 2020 hält er mit 12:35,36 min den Weltrekord über 5000 Meter, und seit dem 7. Oktober 2020 hält er mit 26:11,00 min den Weltrekord über 10.000 Meter. Bei den Olympischen Spielen 2020 in Tokio gewann er Silber über die 10.000 Meter und Gold über die 5000 Meter.
Andere bekannte ugandische Athleten mit Kalenjin-Namen sind Jacob Kiplimo, der 5000- und 10.000-Meter-Meister der Commonwealth Games, und Stephen Kiprotich, der Olympiasieger im Marathonlauf 2012 und Weltmeister im Marathonlauf 2013 sowie Stella Chesang, die bei den Commonwealth Games 2018 die Goldmedaille im 10.000-Meter-Lauf der Frauen gewann, und Peruth Chemutai, die Olympiasiegerin 2020 im 3000-Meter-Hindernislauf der Frauen.